# Gustaf Källner
Carl Gustaf Alfred Källner, född 23 augusti 1895 i Trollhättans församling i Älvsborgs län, död 9 juni 1973 i Uddevalla församling i Göteborgs och Bohus län, var en svensk militär.

## Biografi
Efter studentexamen i Vänersborg 1913 blev Källner fänrik vid Västgöta regemente 1915, kapten vid generalstaben 1928, major 1936 samt överste i armén 1942. Åren 1946–1950 var han chef för Kronobergs regemente och därefter fram till 1955 ställföreträdande militärbefälhavare vid III militärområdet.
Gustaf Källner var sakkunnig i försvarskommissionen 1934-35, ledamot av informationsstyrelsen 1940–1945 samt i befälsutredningen åren 1948–1953. Efter pensioneringen var Källner militärskribent i Göteborgs-posten. Från 1970 till sin död var han också ordförande i Västgöta regementes kamratförening.
Gustaf Källner var son till kyrkoherden Carl Aug. Källner och hans maka Claësine, född Lagercrantz. Han gifte sig 1924 med Maja Radyn (1899–1989), vars far, barnfödd i Litauen, var grosshandlare i Uddevalla. Makarna fick barnen Ulla (1925–ca 1945), Claes-Göran (1928–2011) och Birgitta (född 1933), gift Ekström. Makarna Källner är begravda på Norra kyrkogården i Uddevalla.

## Utmärkelser och hedersuppdrag
- Kommendör av Svärdsorden
- Kommendör av Vasaorden
- Riddare av Finlands Vita Ros orden
- Finska Skyddskårernas förtjänstkors
- Sveriges Landstormsföreningars förtjänstmedalj (Silver)
- Ledamot av Krigsvetenskapsakademien (1950)

### Fotnoter
1. ↑  Sveriges dödbok 1901–2009, DVD-ROM, version 5.00 (Sveriges Släktforskarförbund 2010).
2. ↑  Ehrensvärd, Carl August (1965). I Rikets tjänst. sid. 197
3. ↑  ”317 (Publicistklubbens porträttmatrikel / 1936)”. runeberg.org. https://runeberg.org/pk/1936/0327.html. Läst 10 april 2015.